# Oddział partyzancki Awangarda
Oddział partyzancki Awangarda – grupa sabotażowo-dywersyjna partyzantki radzieckiej, działająca w czasie II wojny światowej na terenie okupowanej Polski.
Oddział sabotażowo-dywersyjny Awangarda został utworzony w 1944 roku na terenie Związku Radzieckiego. Dowódcą oddziału mianowano mjra Nikołaja Giefta (z pochodzenia Niemca). W skład oddziału wchodzili m.in.: Walerian Burzi, Wasilij Tichonin, Wiera Glinicka (radiotelegrafistka), Maria Bobyriewa, Anatolij Bubnow i Wilhelm Peters (niemiecki antyfaszysta). Oddział partyzancki Awangarda, 6 sierpnia 1944 roku samolotami startującymi z lotniska w Żytomierzu został przetransportowany do okupowanej Polski, i zrzucony na Ponidziu w rejonie miejscowości Graby. W początkowym okresie działalności, Awangardzie towarzyszyła 5 kompania 1 Brygady AL Ziemi Krakowskiej, dowodzona przez por. Jana Trzaskę.
Oddział Awangarda liczył około 30 partyzantów, został jednak podzielony na części. Grupa z oddziału Awangarda dowodzona przez Wasyla Tichonina, 28 października 1944 roku dokonała wysadzenia pociągu niemieckiego koło stacji Kozłów. W listopadzie do oddziału Awangarda dołączyło kilku Azerów i Tatarów, którzy uciekli z oddziału będącego w służbie niemieckiej. W czasie zasadzki zorganizowanej 11 grudnia w Lipówce, w której zabito SS-mana Theodora van Eupena, całością partyzanckich sił dowodził Wasyl Tichonin , w skład których wchodziły grupy dowodzone przez E. Niekonczuka i W. Astachowa.
W czasie niemieckiej obławy, zorganizowanej 13 grudnia 1944 roku na stacjonujące w lasach sancygniowskich oddziały partyzanckie dowodzone przez Tichonina, doznały znacznych strat, ale nie zostały zniszczone. Zniszczony został natomiast oddział osłonowy dowodzony przez Kierimowa. Doceniając zasługi Wasyla Tichonina dowództwo pińczowskiego okręgu Armii Ludowej nadało mu stopień majora. Istniały plany przekształcenia Awangardy w 2 Brygadę AL Ziemi Krakowskiej, ale tydzień po niemieckiej operacji na obszar bazowania partyzantów radzieckich i alowsko-bechowskich wkroczyła Brygada Świętokrzyska NSZ. Prawdopodobnie do potyczki oddziału Awangarda z oddziałami NSZ doszło 18 grudnia 1944 roku w rejonie Krzelowa. Wówczas oddziały Awangardy przemieściły się bliżej linii frontu, zwłaszcza w Lasy Chroberskie. W czasie ofensywy styczniowej rozpoczętej 12 stycznia 1945  roku przez Armię Czerwoną, oddział Awangarda włączył się do bezpośrednich działań frontowych. 